# کریم نیک‌بین
کریم نیک‌بین (زاده ۱۲۷۲ در تبریز – درگذشته ؟) سیاستمدار و روزنامه‌نگار کمونیست ایرانی بود که زمانی رهبری فرقه عدالت را برعهده داشت. وی اصالتاً از آذری‌های ایران بود.

## زندگی و فعالیت‌ها
کریم نیک‌بین در سال ۱۸۹۳ مورخ ۱۲۷۲ در یک خانواده تاجر در شهر تبریز به‌دنیا آمد. وی در قفقاز بزرگ شد و برای تحصیل در رشته بازرگانی به مسکو رفت. او در اوج انقلاب اکتبر به بلشویک‌ها پیوست و برای مبارزه در جنبش جنگل به ایران بازگشت و سپس رهبری فرقه عدالت را برعهده گرفت.

## مرگ
طبق گفته یرواند آبراهامیان، تاریخ‌نگار ایرانی-ارمنی در کتاب ایران بین دو انقلاب، کریم نیک‌بین درجریان تصفیه‌های استالین کشته‌شد.در سال ۱۹۳۷ در جریان پاکسا ی بزرگ توسط ان.کا.و.د دستگیر و در دادگاه محاکمه و محکوم به زندان شد. او در سیبری و در جریان گذرانیدن محکومیت اش فوت کرد.